# Flagi wyścigowe

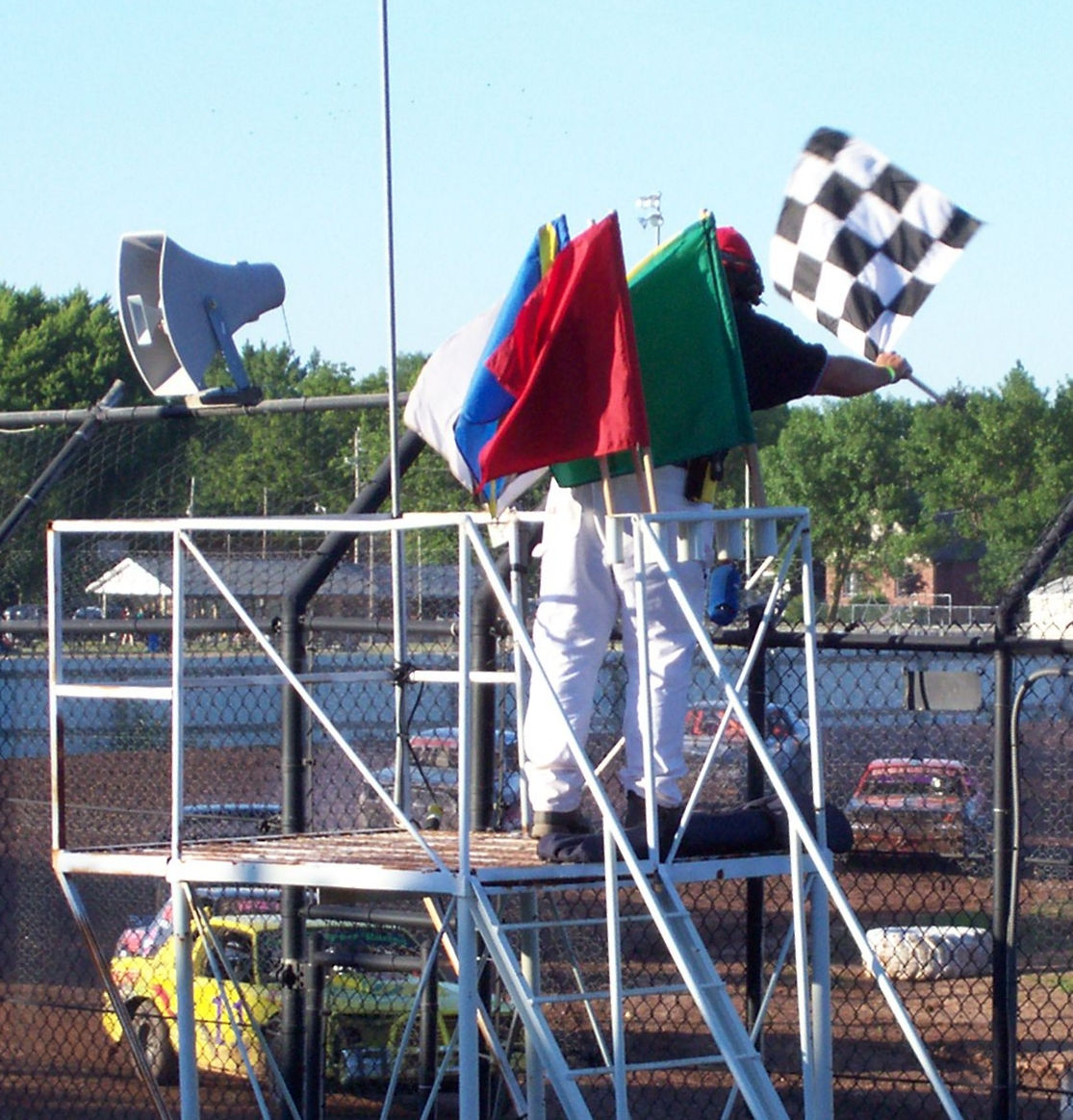
Sędzia z flagami w gnieździe

Flagi wyścigowe – używane przez porządkowych w poszczególnych miejscach toru wyścigowego do przekazywania komunikatów kierowcom.

## Flagi w Formule 1
|  | Start/Restart wyścigu, lub wyjazd ze strefy „żółtej flagi”                              |
|  | Wyścig zatrzymany.                                                                      |
|  | Niebezpieczeństwo na torze. Kierowca musi zwolnić, zabronione jest wyprzedzanie.        |
|  | Śliski tor (woda lub olej na torze) – wyłącznie pokazywana z żółtą flagą.               |
|  | „Powolny” pojazd na torze.                                                              |
|  | Dyskwalifikacja pojazdu o numerze podanym na tabliczce.                                 |
|  | Pojazd o danym numerze na tabliczce ma awarię – zobowiązany jest do zjazdu do pit lane. |
|  | Pojazd o danym numerze na tabliczce dostaje ostrzeżenie.                                |
|  | Dublowanie. Kierowca jest zobowiązany przepuścić szybszy bolid.                         |
|  | Koniec wyścigu.                                                                         |

### Dodatkowo
- Dwie żółte flagi oznaczają spore niebezpieczeństwo – kierowca w razie konieczności powinien się zatrzymać.
- Żółta flaga z tabliczką „SC” – oznaczającą wyjazd na tor samochodu bezpieczeństwa – na całym torze obowiązuje żółta flaga.

## Flagi w NASCAR
|  | Start/Restart wyścigu                                                                                              |
|  | Niebezpieczeństwo na torze (neutralizacja – zakaz wyprzedzania)                                                    |
|  | Odłamki na torze                                                                                                   |
|  | Pit Road zamknięty                                                                                                 |
|  | Wyścig zatrzymany                                                                                                  |
|  | Ostatnie okrążenie                                                                                                 |
|  | Kara dla danego pojazdu                                                                                            |
|  | Koniec punktacji – dyskwalifikacja (pokazywana po 5 okrążeniach od czarnej flagi jeśli pojazd nie zjedzie do pitu) |
|  | Lokalne niebezpieczeństwo                                                                                          |
|  | szybszy pojazd z tyłu / dublowanie                                                                                 |
|  | Koniec wyścigu |